# ارگ آلساندریا
ارگ آلساندریا (ایتالیایی: Cittadella di Alessandria) یک دژ و ارگ ستاره‌ای در شهر آلساندریا در ایتالیا است. این بنا در سده ۱۸ میلادی به دست پادشاهی ساردینیا ساخته شد و امروزه یکی از بهترین استحکامات حفظ‌شده در آن دوران است. این مکان یکی از اندک استحکامات در اروپا است که هنوز در محیط اصلی خود قرار دارد، زیرا هیچ ساختمانی که جلوی چشم‌انداز باروها یا جاده‌ای که اطراف خندق‌ها را احاطه کرده باشد، وجود ندارد.
در ۱۰ مارس سال ۱۸۲۱، هنگام وحدت ایتالیا، رنگ آبی، قرمز و سیاه و سفید سه رنگ از سنگرهای ارگ توسط سرهنگ آنسالدی مطرح شد. این نخستین بار در تاریخ ایتالیا بود که پرچم سه‌رنگ به کار گرفته می‌شد.
این ارگ از سال ۲۰۰۶ برروی فهرست آزمایشی ایتالیا برای میراث جهانی یونسکو قرار دارد.